# Chacabuco (partido)
Pour les articles homonymes, voir Chacabuco.
Chacabuco est un partido de la province de Buenos Aires fondé en 1865 dont la capitale est Chacabuco.

## Tourisme
- Laguna de Rocha sur le río Salado
- Laguna Las Toscas sur le río Salado
- Laguna de Los Patos.